# Thieme GrafiMedia Groep
Thieme GrafiMedia Groep was een Nederlands bedrijf dat zich bezighield met print en grafisch dienstverlening, communicatie en design, uitgeven en ICT services. Koninklijke drukkerij G.J. Thieme was in 1989 de basis voor de groep die tot aan het faillissement tot de grootste grafimedia bedrijven van Nederland behoorde.

## Geschiedenis
In 1989 werd de groep opgericht, eind dat jaar waren er 110 medewerkers bij de drukkersgroep in dienst.
Eind negentiger jaren verlegde Thieme Groep de aandacht naar uitgeverijen en andere mediabedrijven.
In 2005 waren er circa 700 medewerkers in dienst van Thieme bij een omzet van 100 miljoen euro.
In 2005 neemt Thieme GrafiMedia Groep elf bedrijven over van Roto Smeets de Boer (RSDB). Deze PlantijnCasparie-bedrijven met 425 medewerkers vormden tot eind 2006 een afzonderlijke business line binnen Thieme GrafiMedia Groep.
In 2007 voegt Thieme een nieuwe discipline toe: Thieme Rotatie. In datzelfde jaar nemen de aandeelhouders van Thieme mediabureau Kobalt over.
In 2010 wordt op 15 februari het faillissement aangevraagd voor 9 van de dan nog 41 resterende Thieme bedrijven waarbij 250 werknemers werkloos geraken, dit volgt op een eerdere reorganisatie eind 2009. Tevens wordt op 15 februari het per direct terugtreden van algemeen directeur Mark van der Kallen bekendgemaakt wiens plaats ingenomen wordt door crisismanager Herman Hovestad.
Per 25 juni 2010 is er wederom een grootschalige reorganisatie aangekondigd. Er zullen 160 tot 200 arbeidsplaatsen komen te vervallen. Deze reorganisatie zal de komende anderhalf jaar haar beslag krijgen.
In oktober 2010 is een van de grootste faillissementen uit de grafische historie een feit. ruim 900 arbeidsplaatsen raken verloren.
Een reddingsplan om samen met de Rabobank een doorstart te organiseren loopt op niets uit.